# بلوميريا
البلوميريا أو فتنة أو ياسمين هندي أو فرانجيباني هي جنس من كاسيات البذور من عائلة الدفلية السامة. معظم أنواعها من الشجيرات النفضية أو الأشجار الصغيرة. تنمو في المكسيك وأمريكا الوسطى والكاريبي وجنوب البرازيل، كلنها تنمو أيضاً في مناطق أخرى دافئة حيث يمكن أن تنمو نباتات الزينة. تختلف الأسماء الشائعة للبلوميريا من منطقة إلى أخرى وحسب نوعها، لكن الاسم الأكثر تداولاً لها هو بلوميريا.

## الوصف
تكون أزهار البلوميريا أكثر عطراً في الليل وذلك لإغراء عثث أبي الهول التي تعمل على تلقيحها. لا تنتج الزهور أي رحيق، لكنها تخدع الحشرات ببساطة، حيث تعمل العث على تلقيحها دون قصد عن طريق نقل حبوب اللقاح من زهرة إلى زهرة أثناء بحثها العقيم عن الرحيق. يمكن أن تساعد الحشرات أو البشر في إنتاج أنواع جديدة من البلوميريا. وقد تظهر أشجار البلوميريا المنتجة من بذور ملقحة خصائص الشجرة الأم أو قد تبدو أزهارها بمظهر جديد تماماً.
إكثار أنواع البلوميريا يتم بسهولة عن طريق قطع الأطراف الجذعية التي لا تحمل أوراقاً في الربيع. يتم الانتظار حتى تجف القطوع عند القاعدة قبل زراعتها في تربة جيدة التصريف. تكون القطوع عرضة للتعفّن بسهولة في التربة الرطبة. من الطرق الاختيارية لتجذير القطوع وضع هرمون تجذير على النهاية المقطوعة حديثاً. كما يمكن تجذير الجذوع المقطوعة بتطعيمها في نظام متجذر أصلاً.
يعتقد بوجود أكثر من 300 اسم مختلف لزهرة البلوميريا.[بحاجة لمصدر]

## معرض الصور

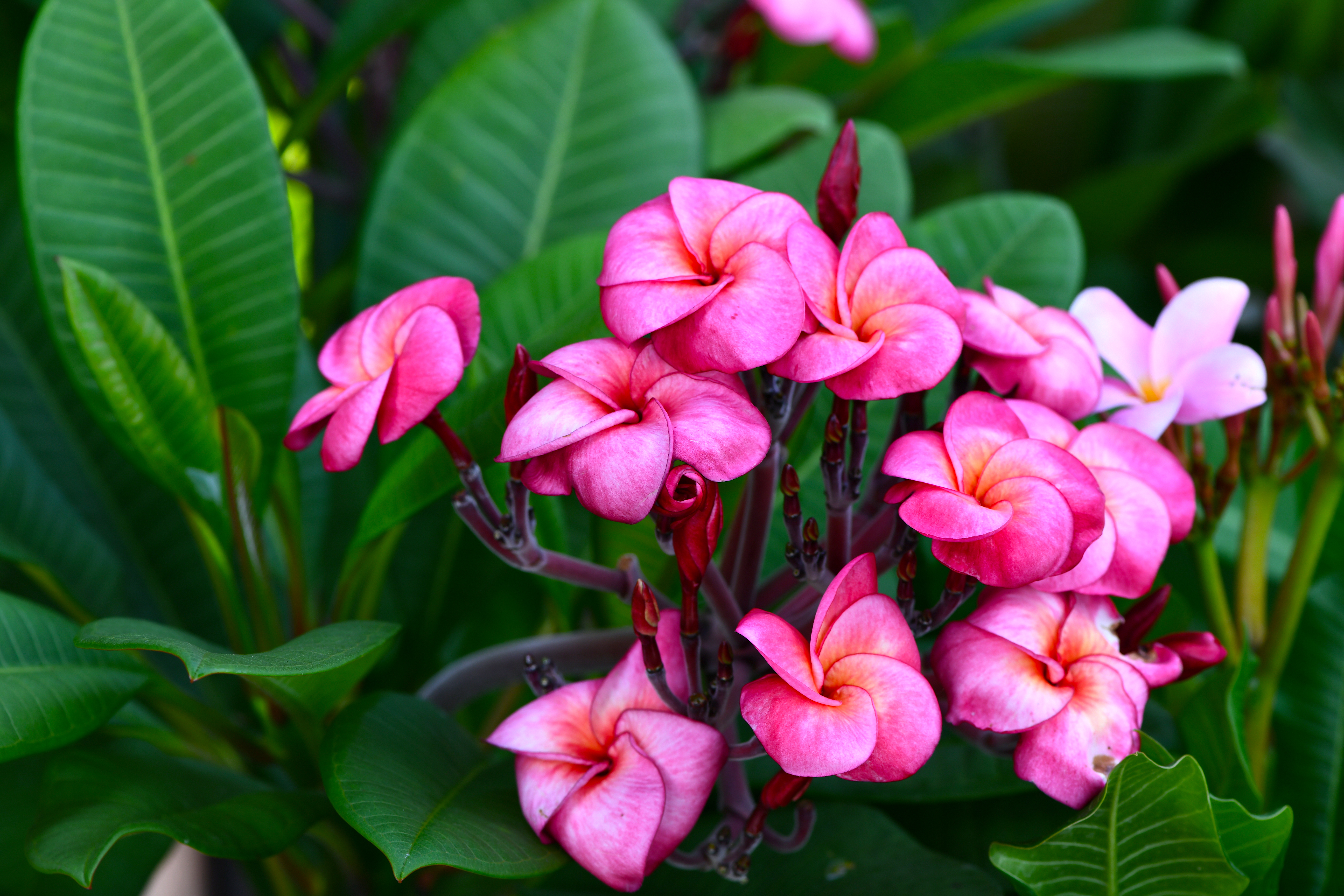
نباتات تايلند - بلوميريا في تايلاند.
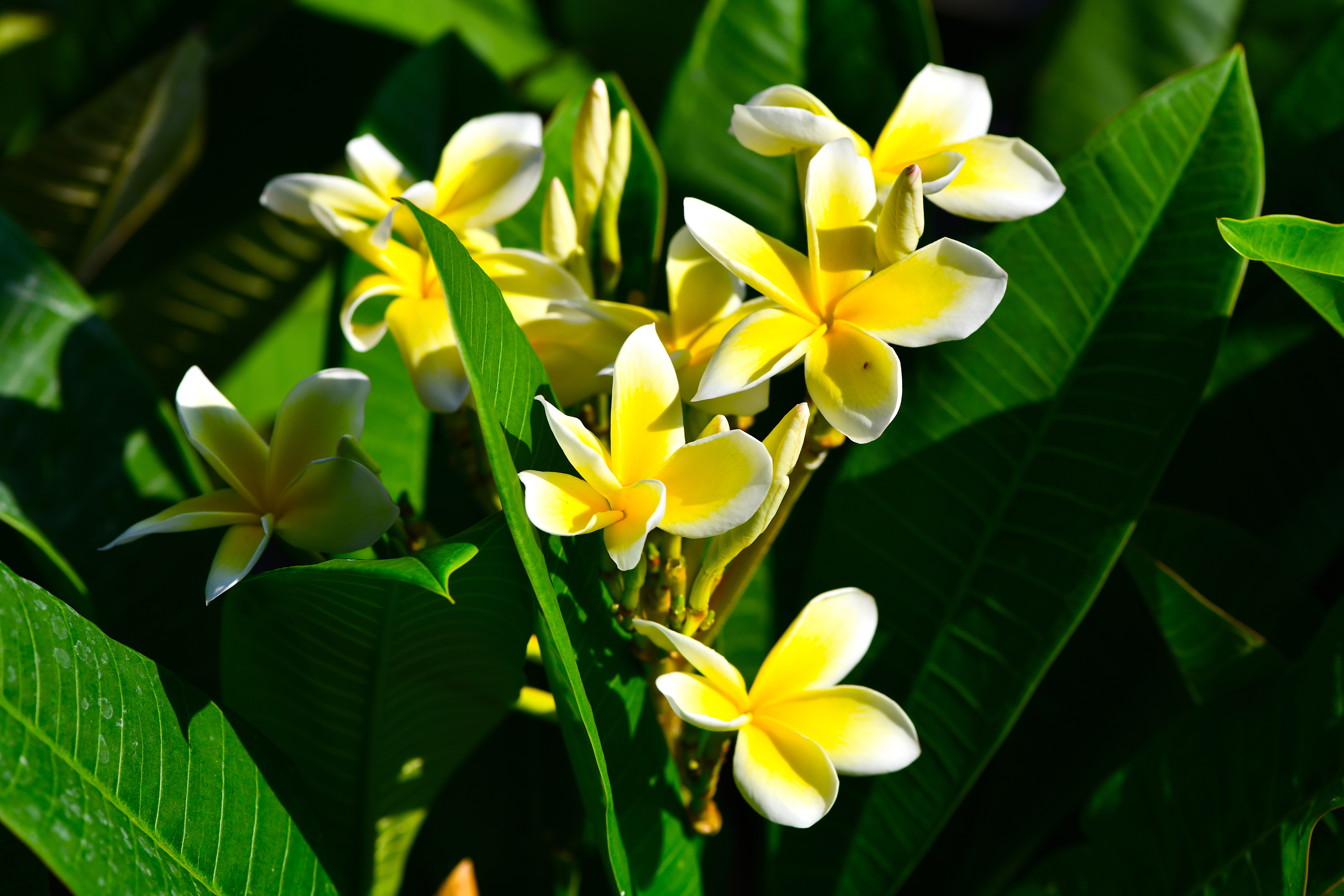
نباتات تايلند - بلوميريا في تايلاند.
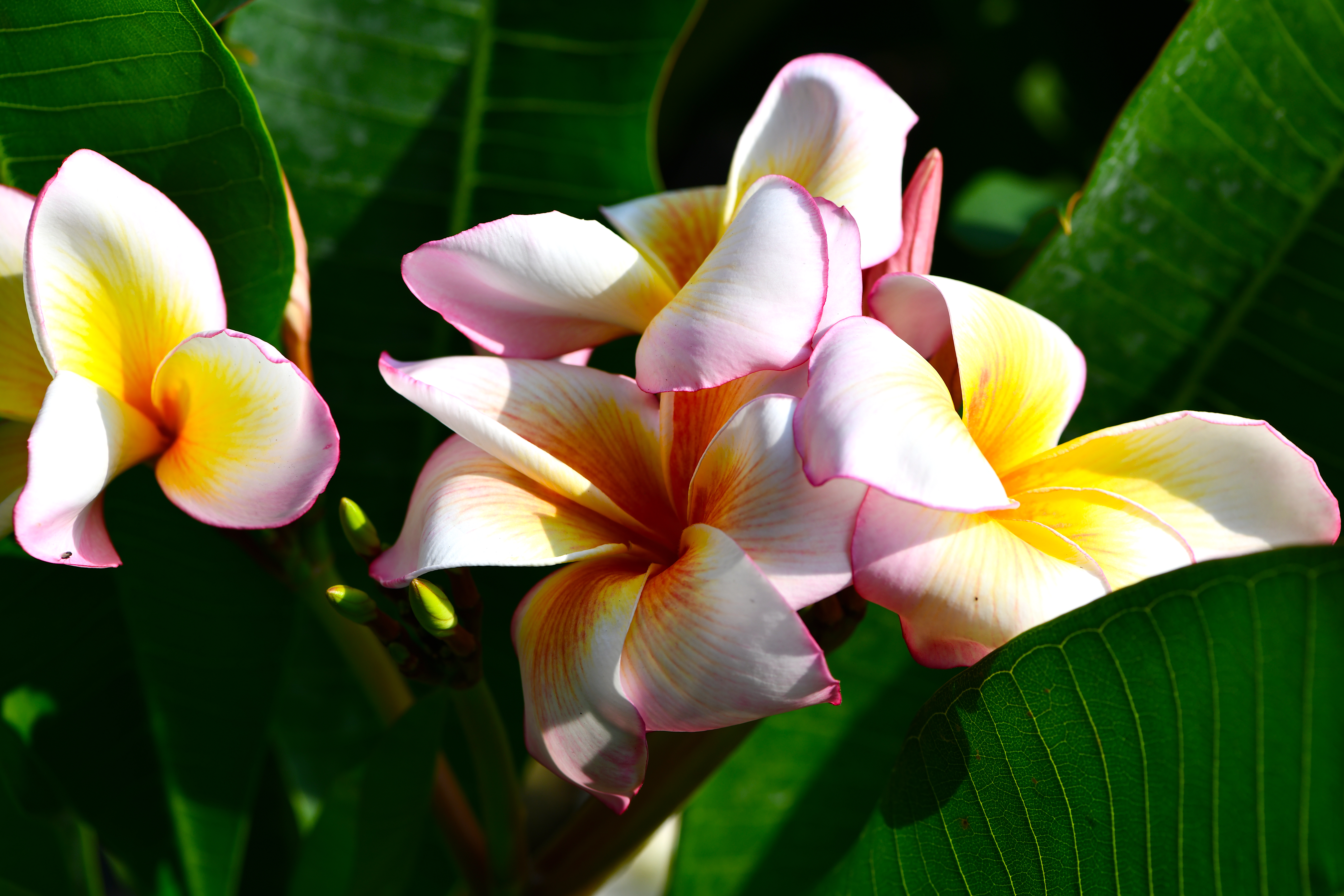
نباتات تايلند - بلوميريا في تايلاند.
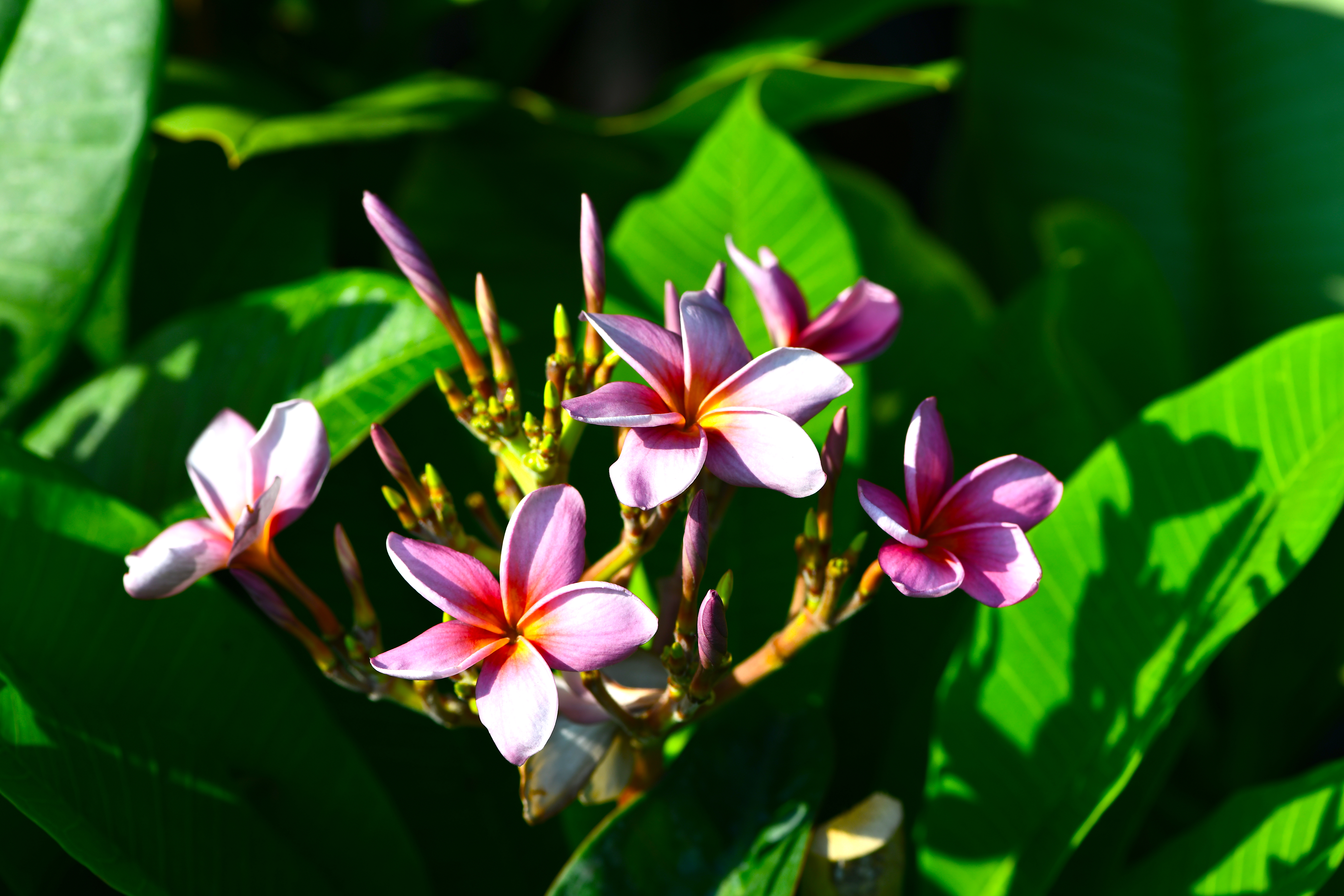
نباتات تايلند - بلوميريا في تايلاند.
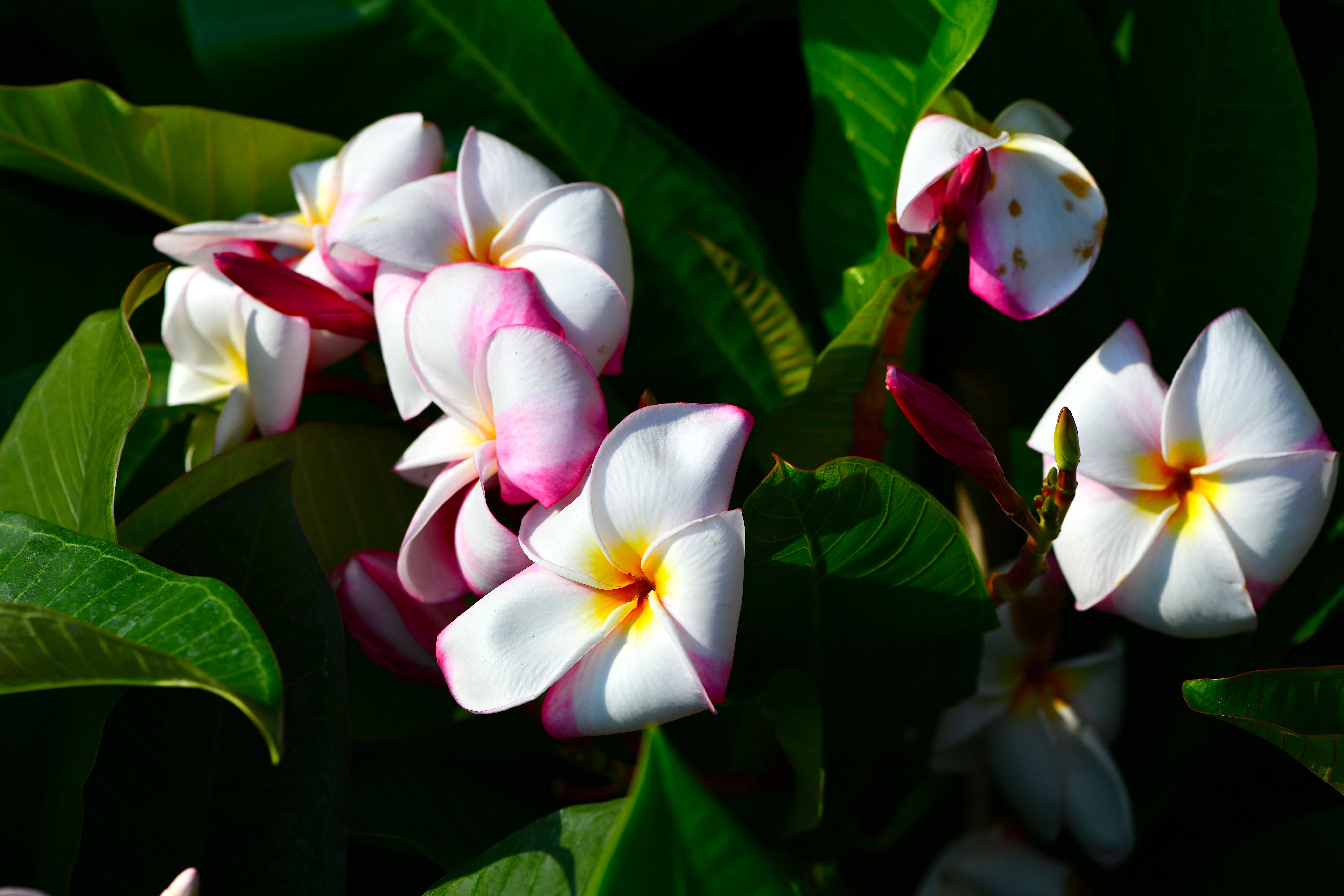
نباتات تايلند - بلوميريا في تايلاند.
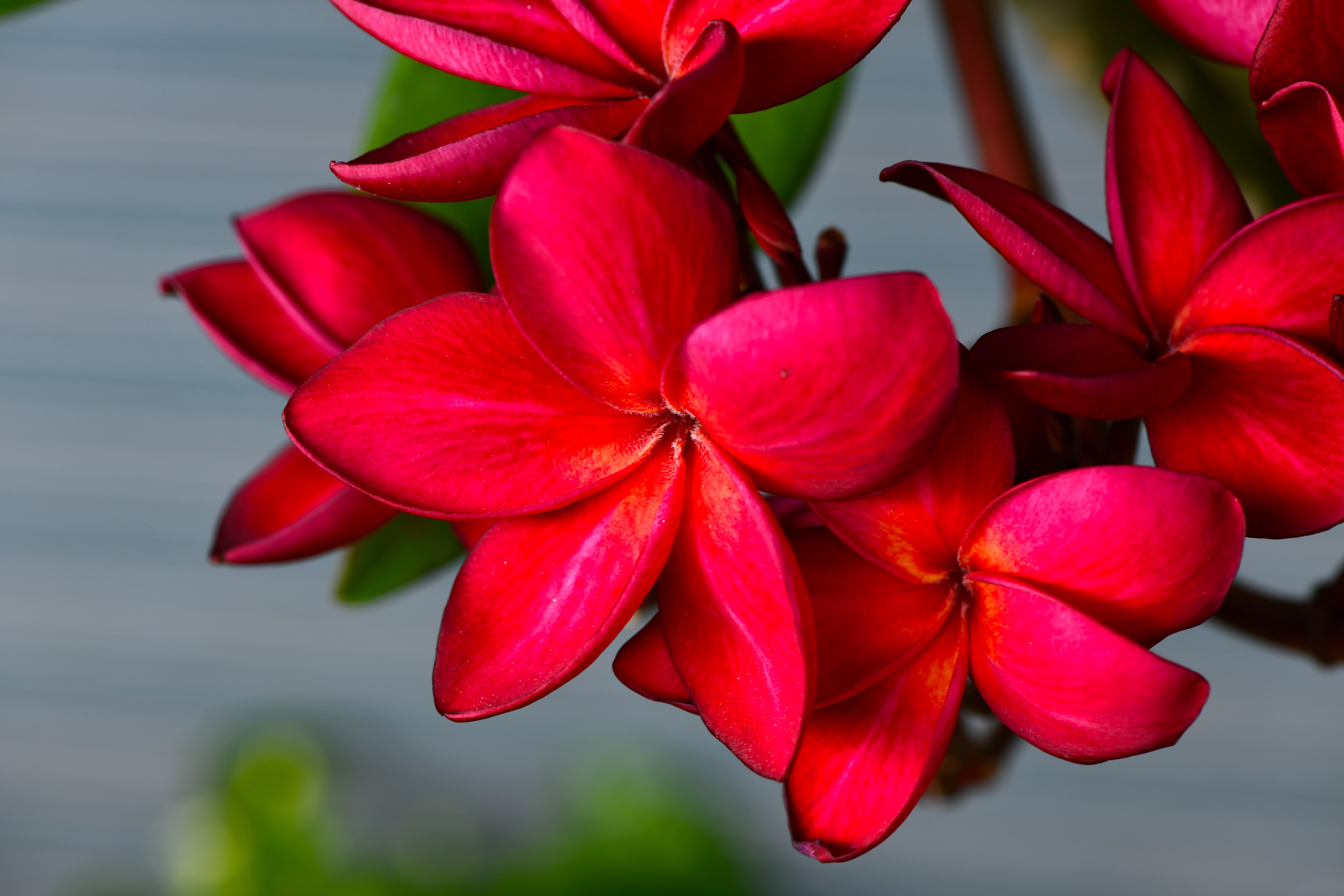
نباتات تايلند - بلوميريا في تايلاند.
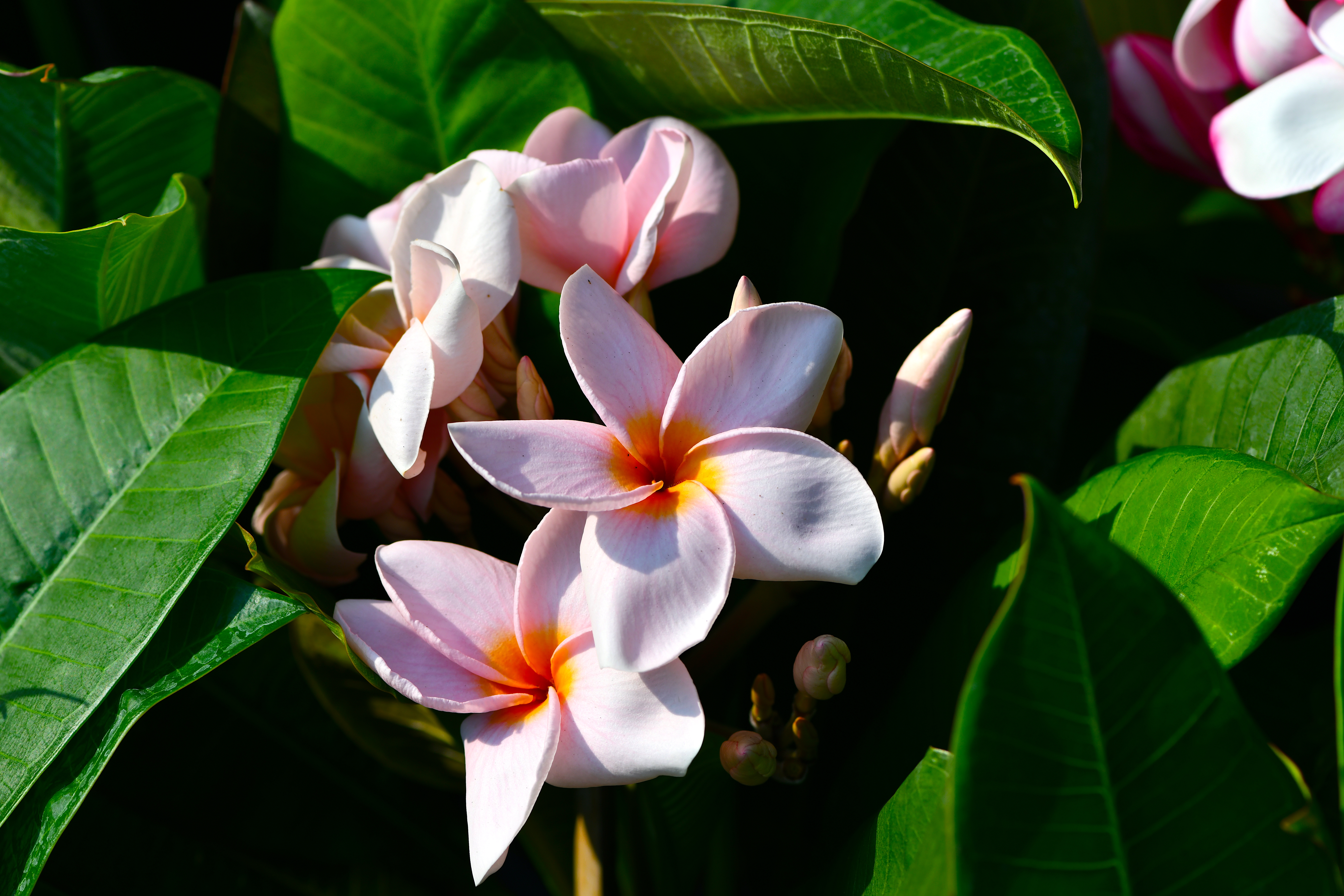
نباتات تايلند - بلوميريا في تايلاند.
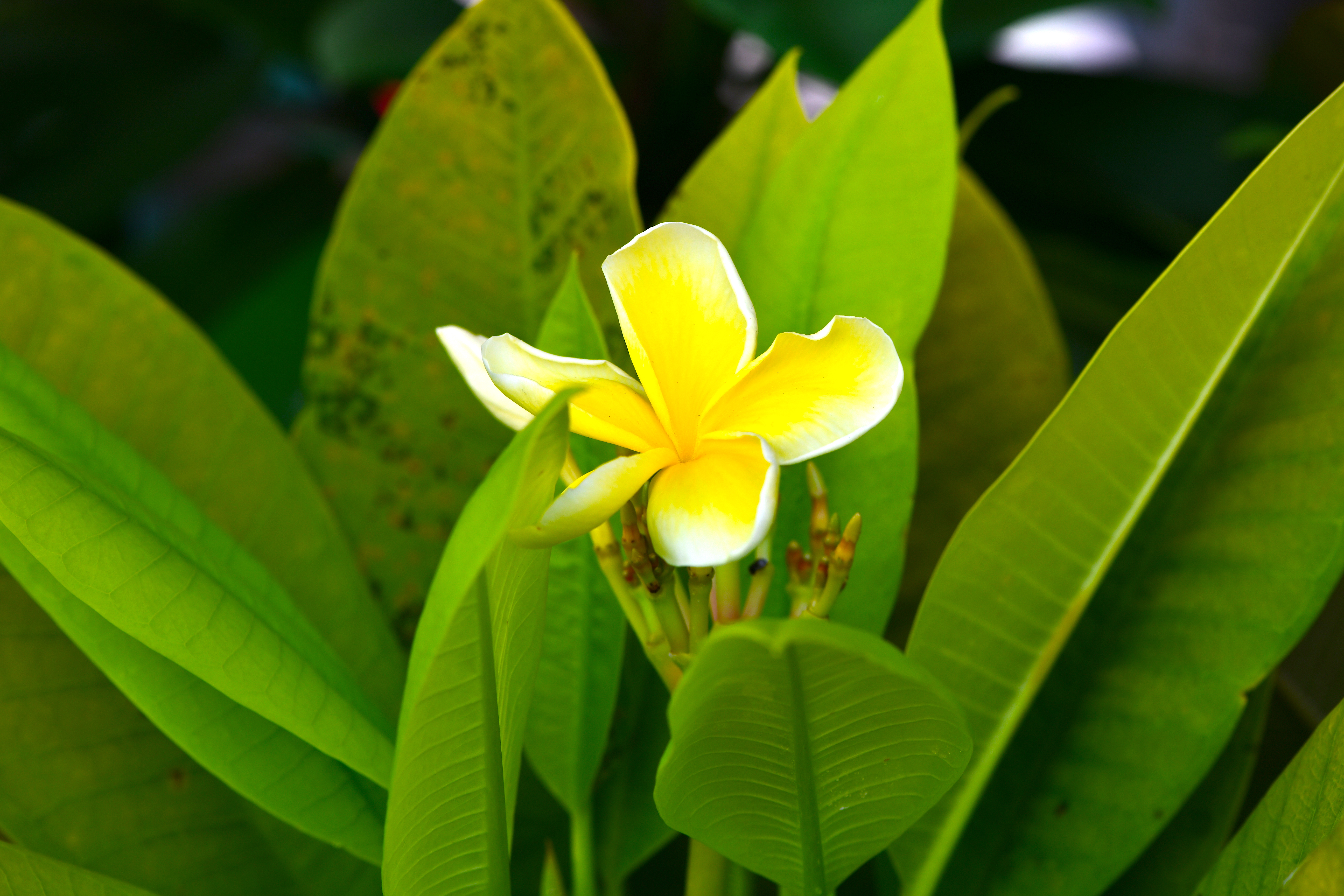
نباتات تايلند - بلوميريا في تايلاند.
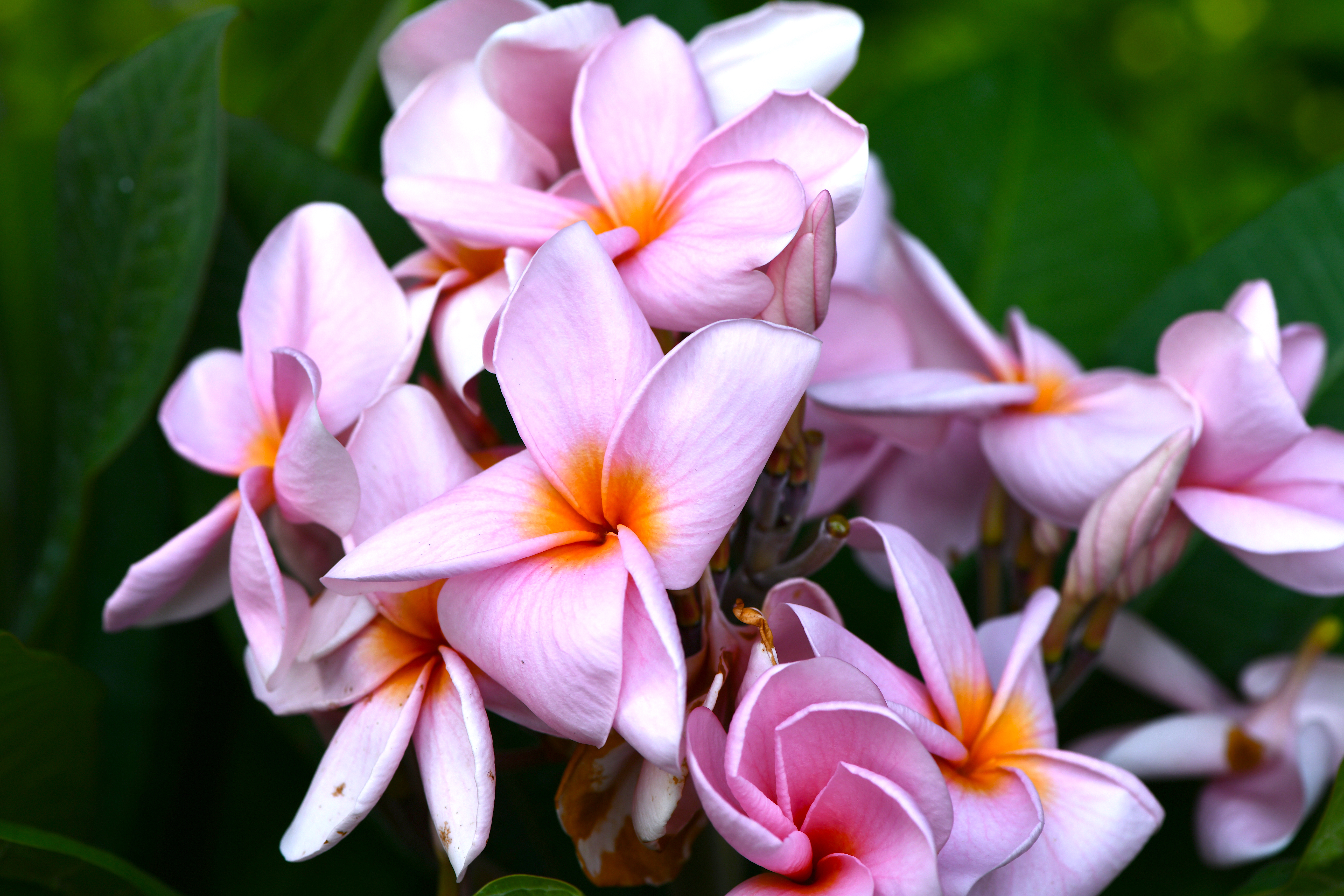
نباتات تايلند - بلوميريا في تايلاند.
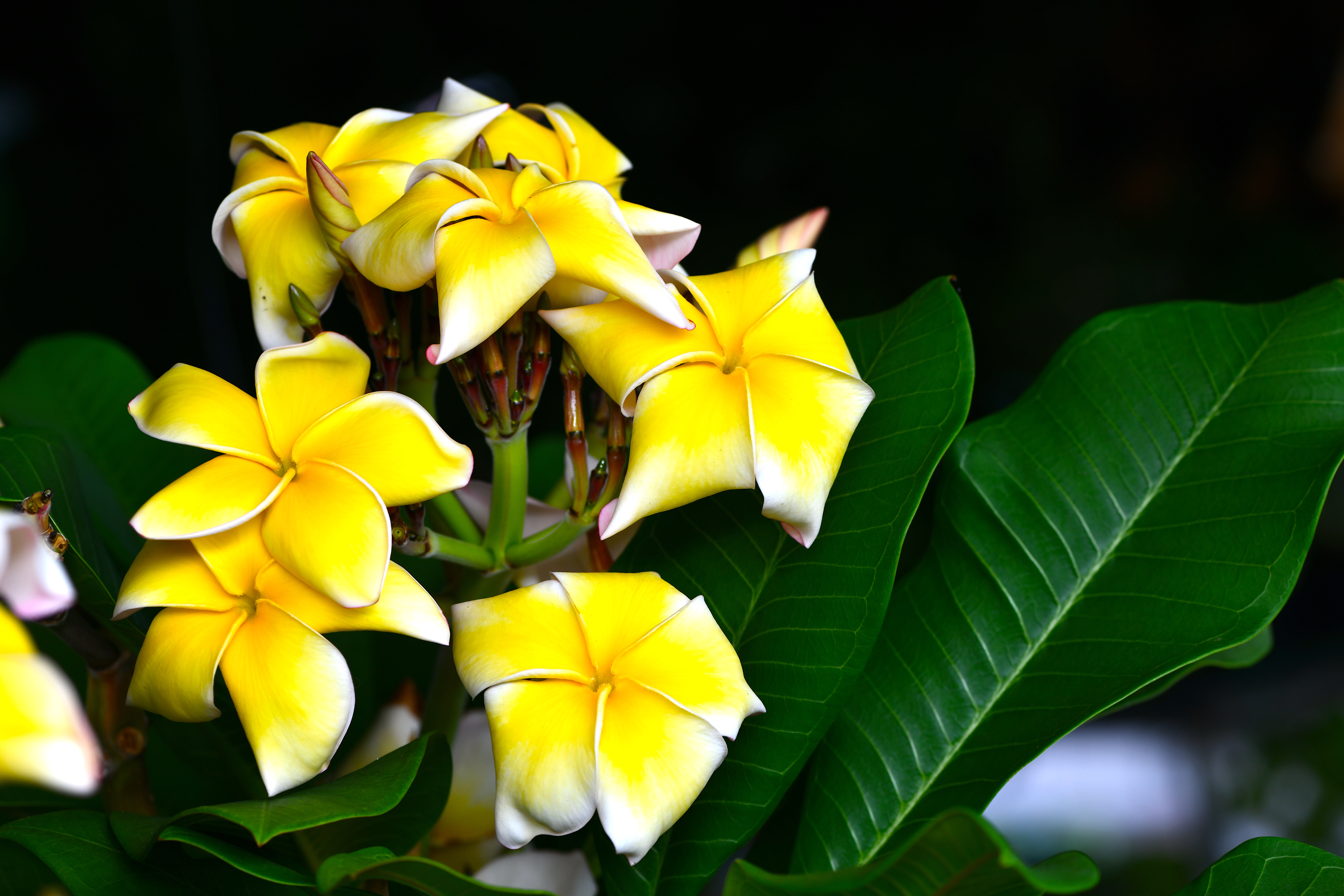
نباتات تايلند - بلوميريا في تايلاند.
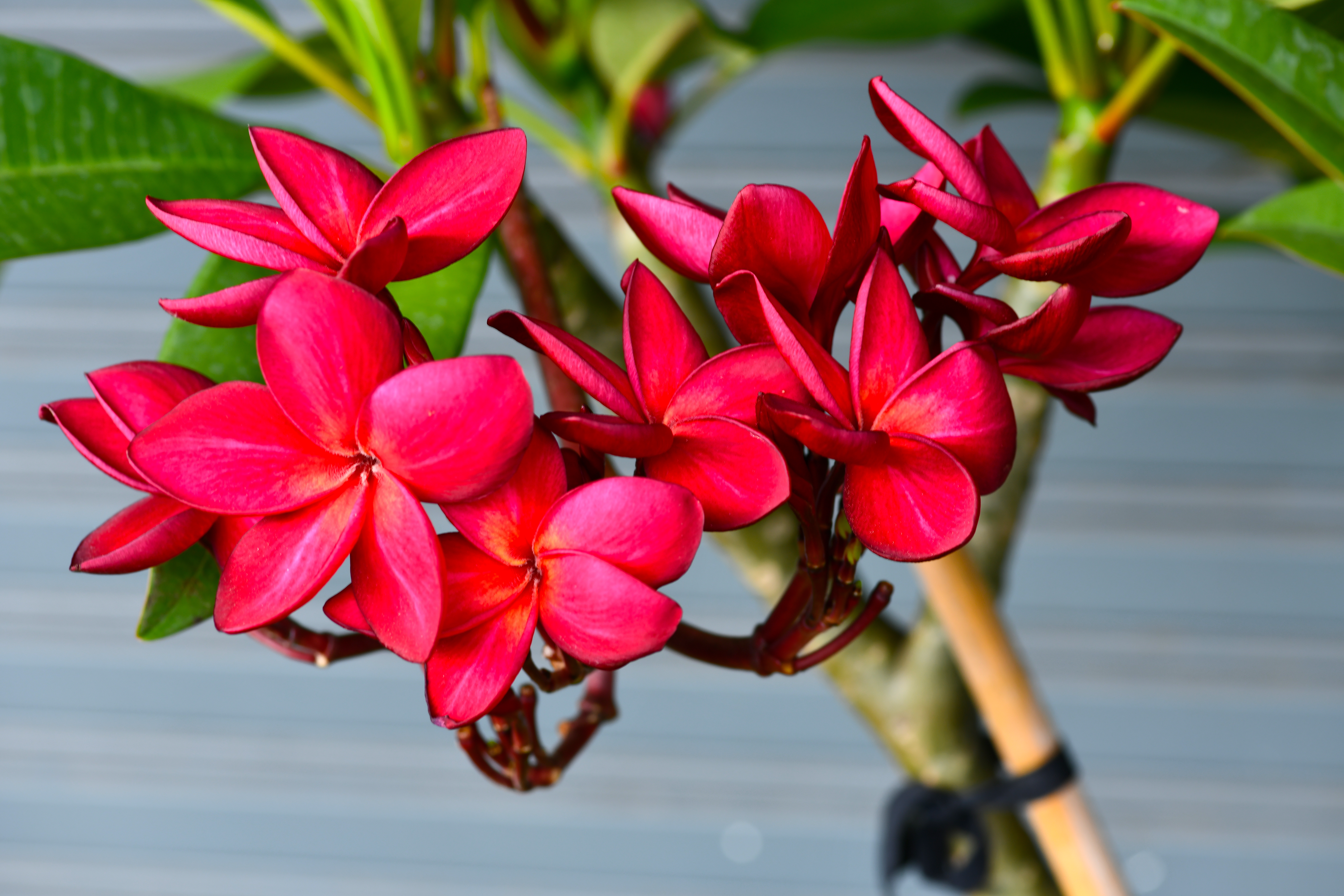
نباتات تايلند - بلوميريا في تايلاند.
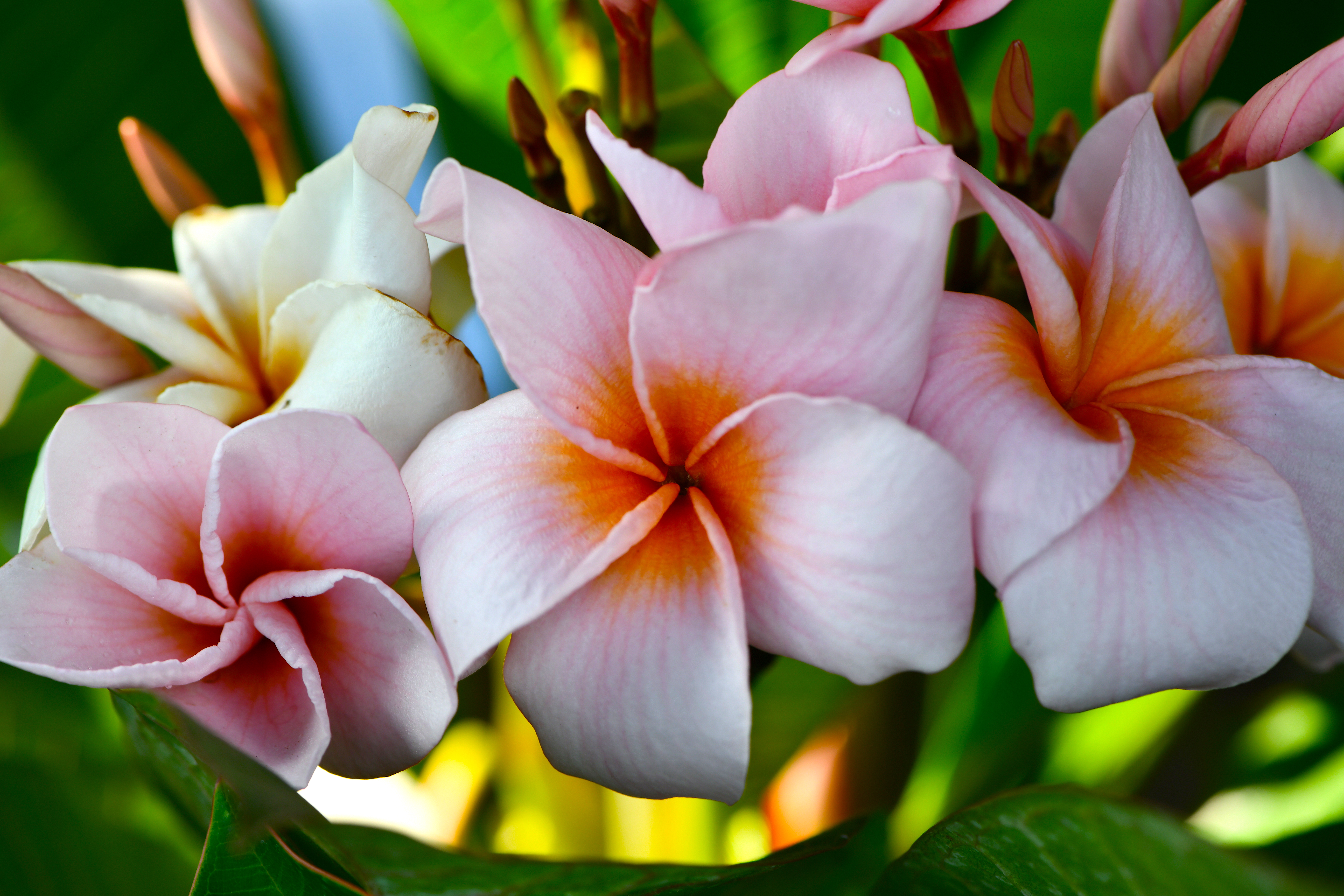
نباتات تايلند - بلوميريا في تايلاند.
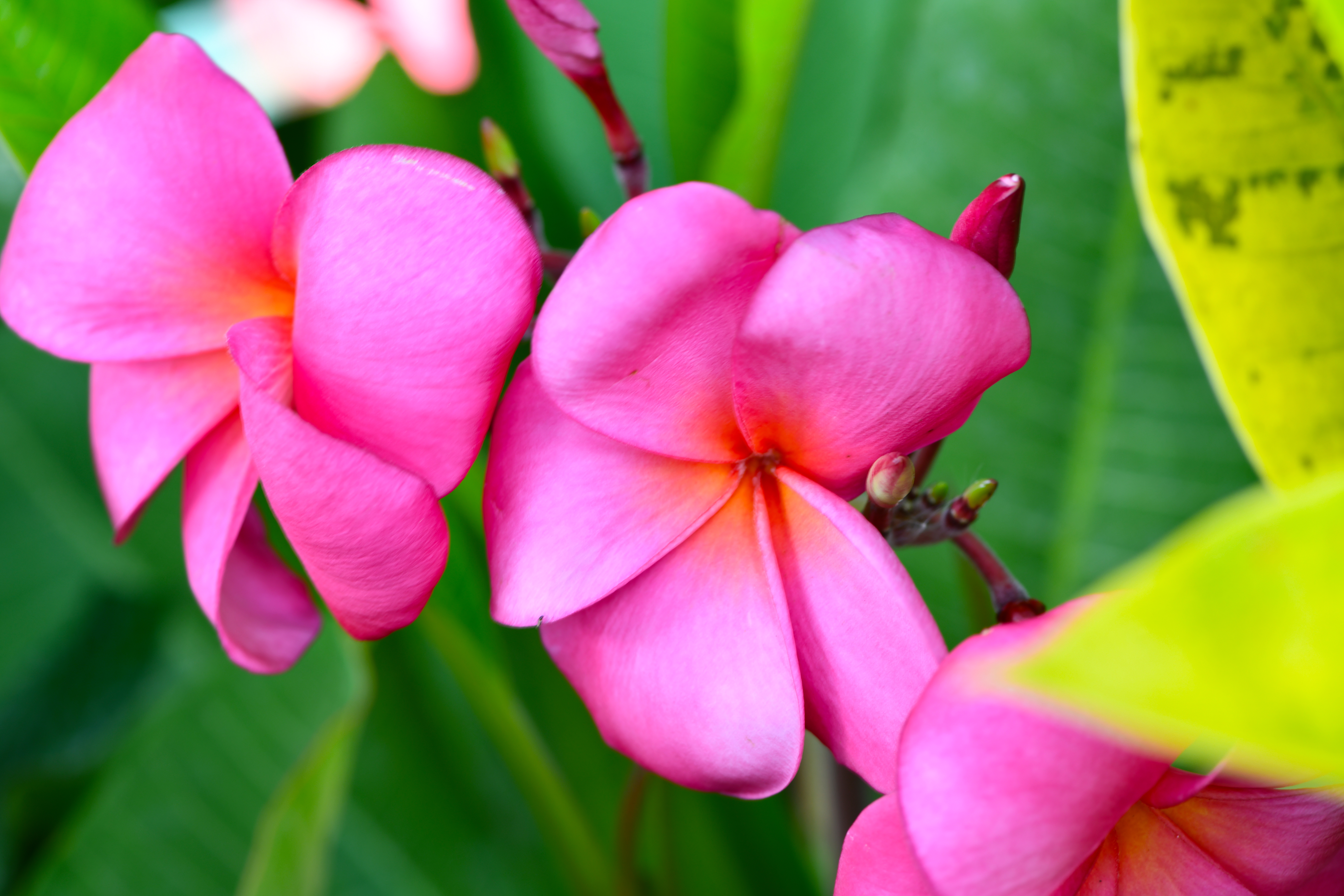
نباتات تايلند - بلوميريا في تايلاند.
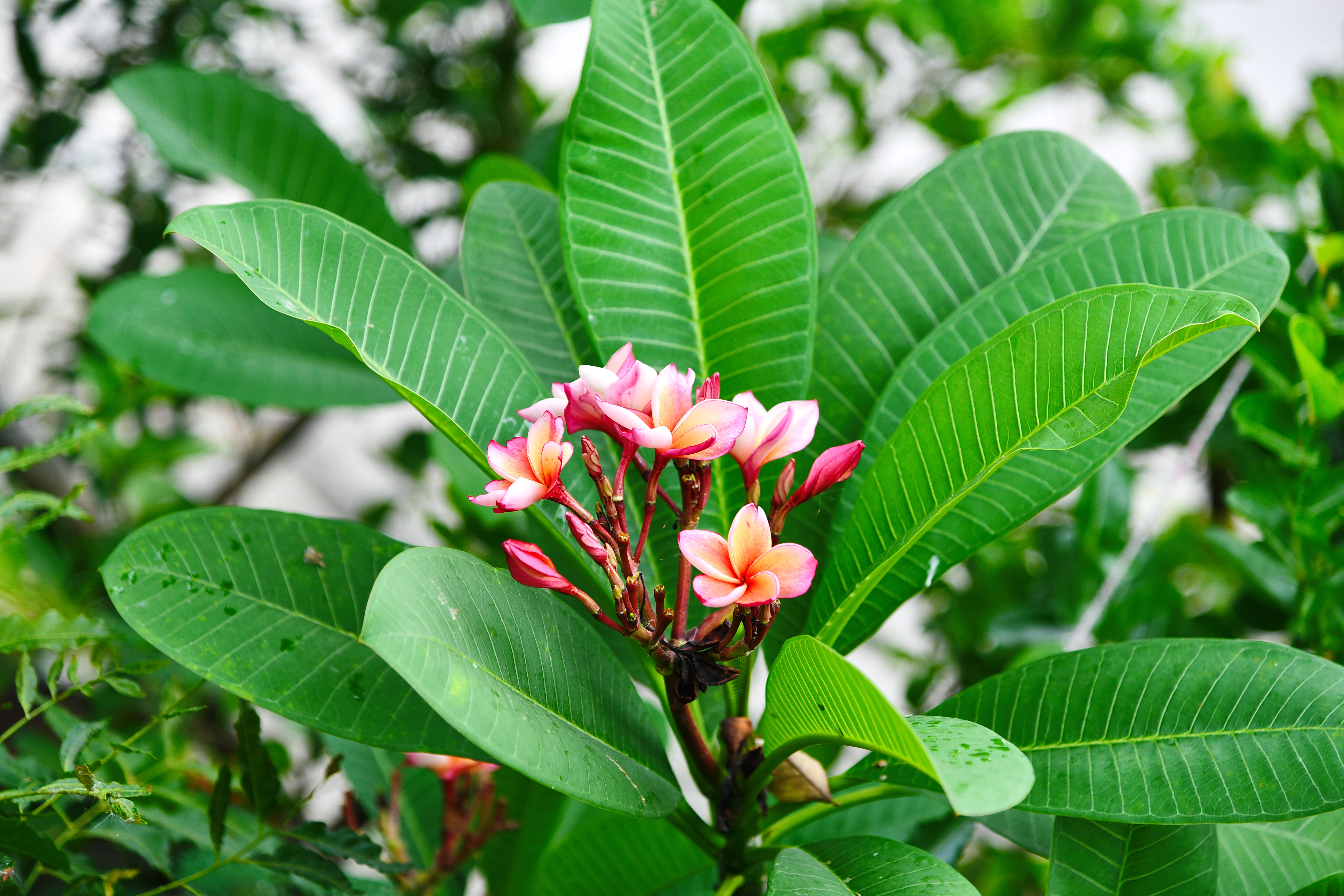
نباتات تايلند - بلوميريا في تايلاند.
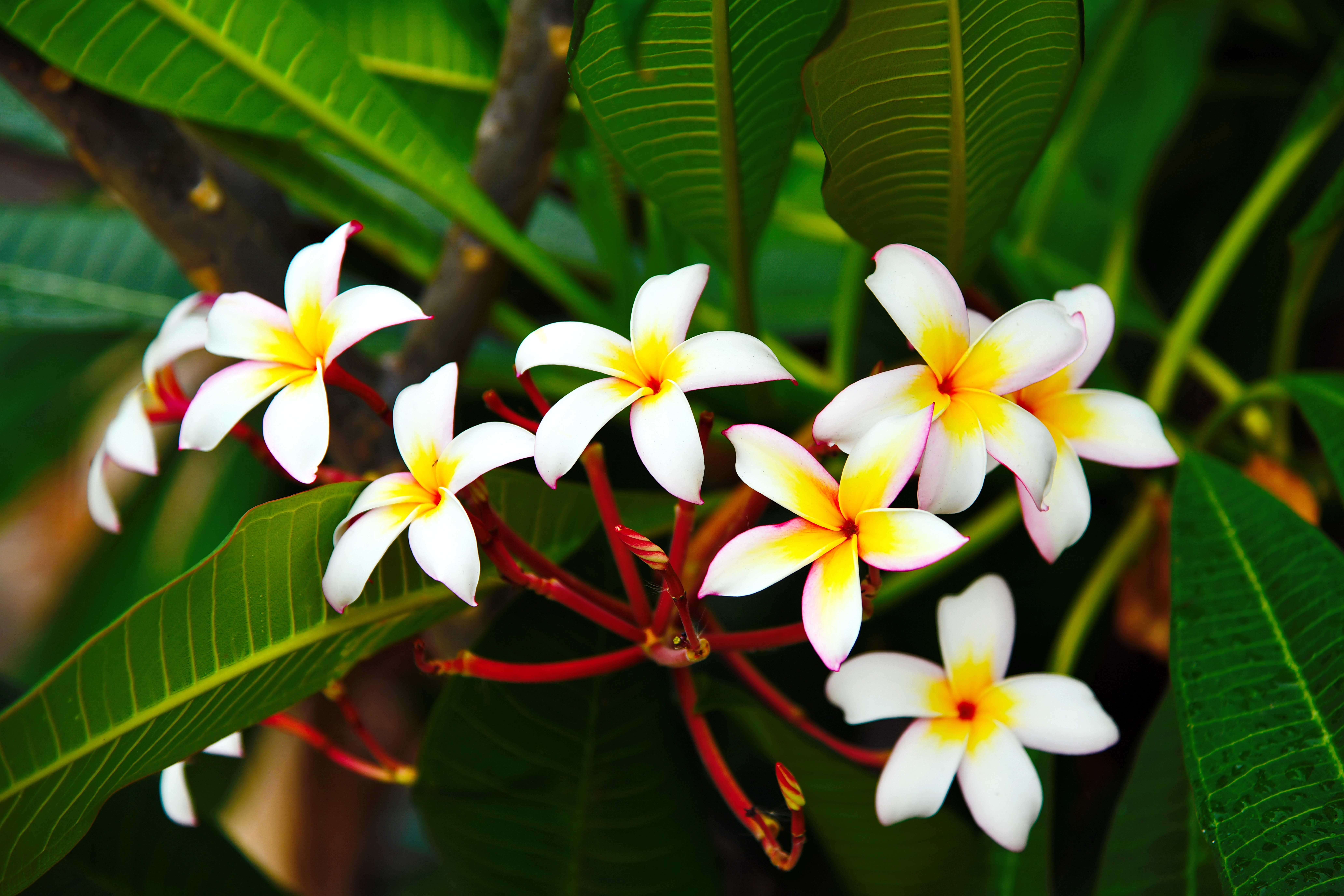
نباتات تايلند - بلوميريا في تايلاند.
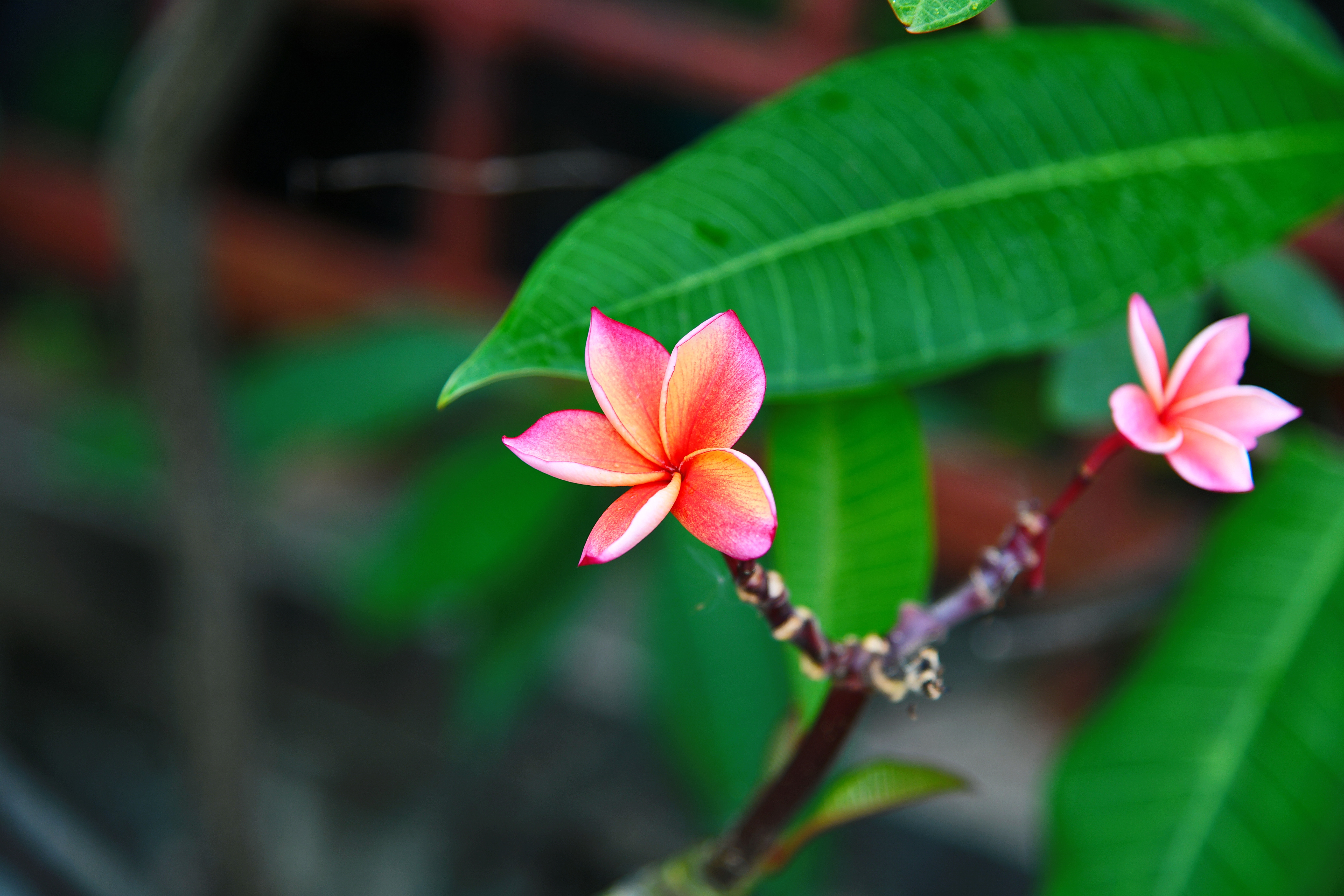
نباتات تايلند - بلوميريا في تايلاند.
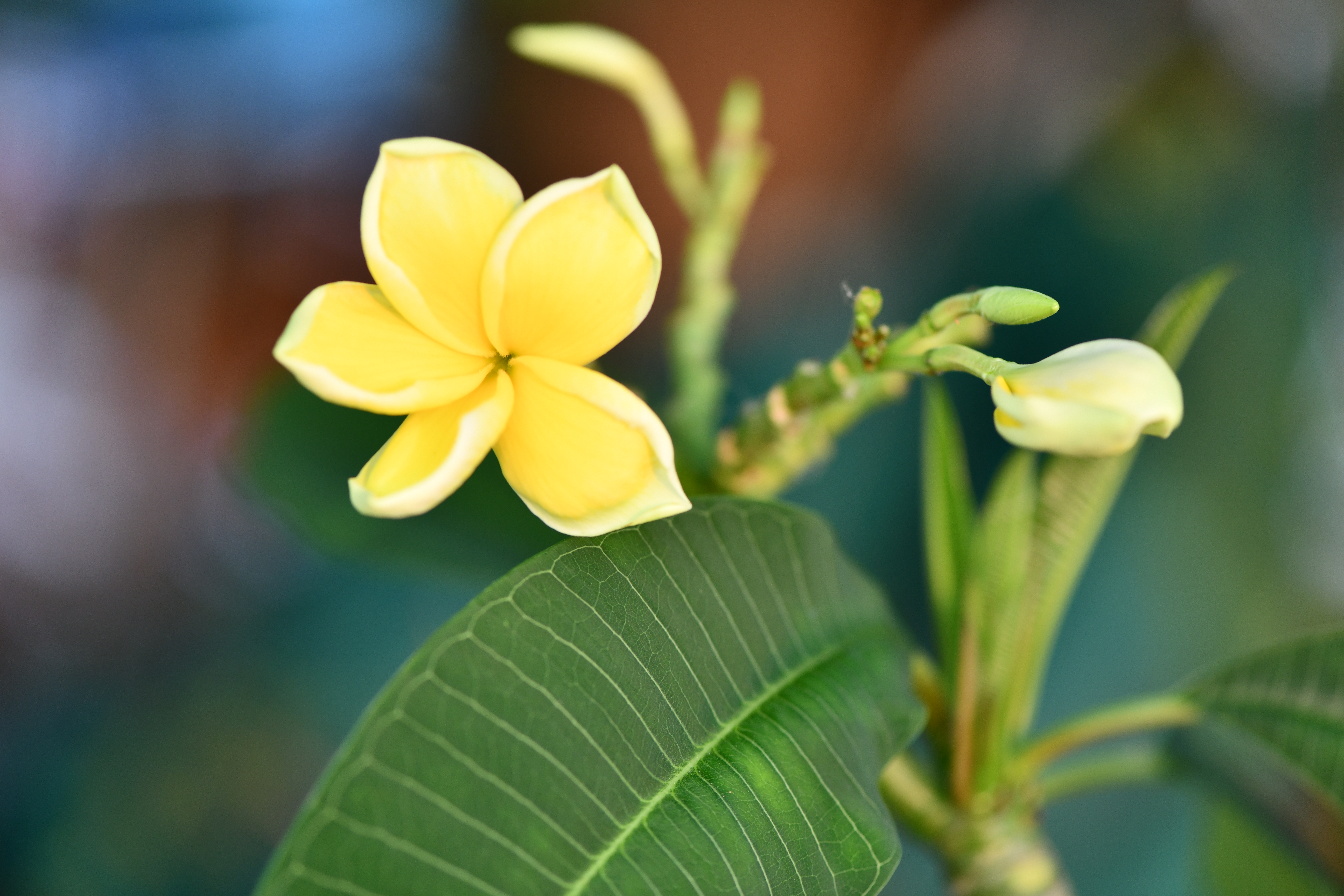
نباتات تايلند - بلوميريا في تايلاند.
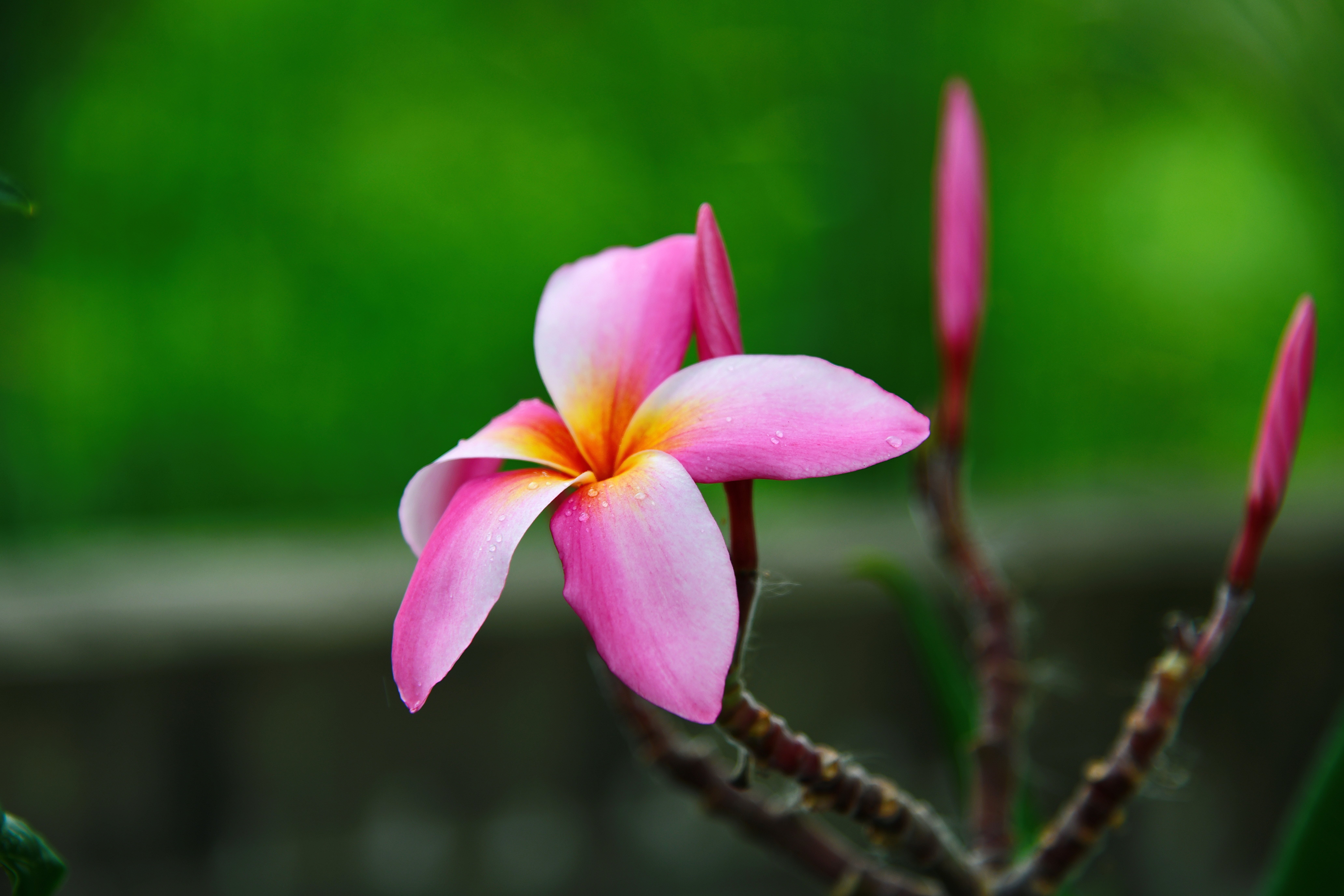
نباتات تايلند - بلوميريا في تايلاند.
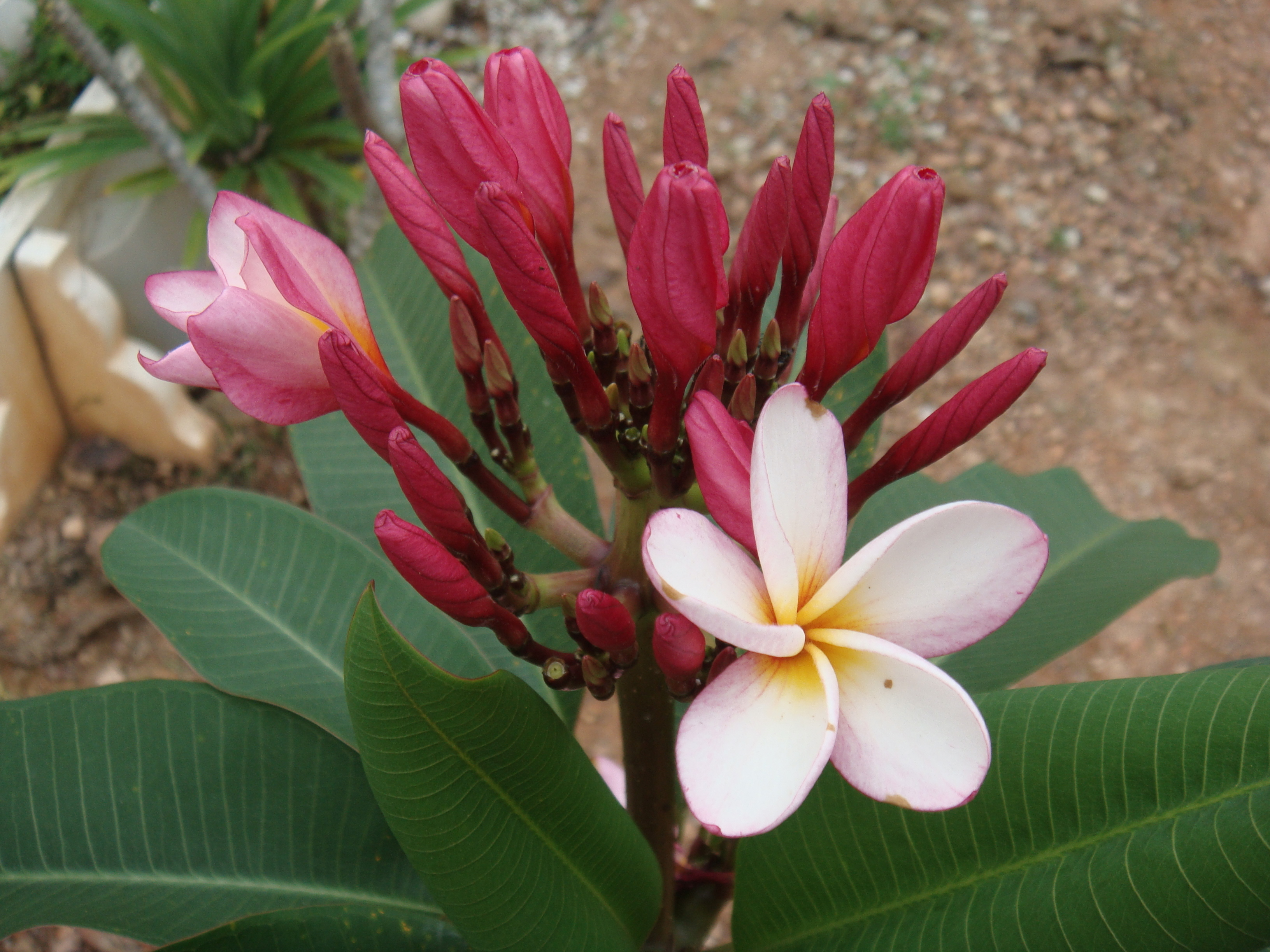
فرانغيباني حمراء وجدت في ماليزيا.
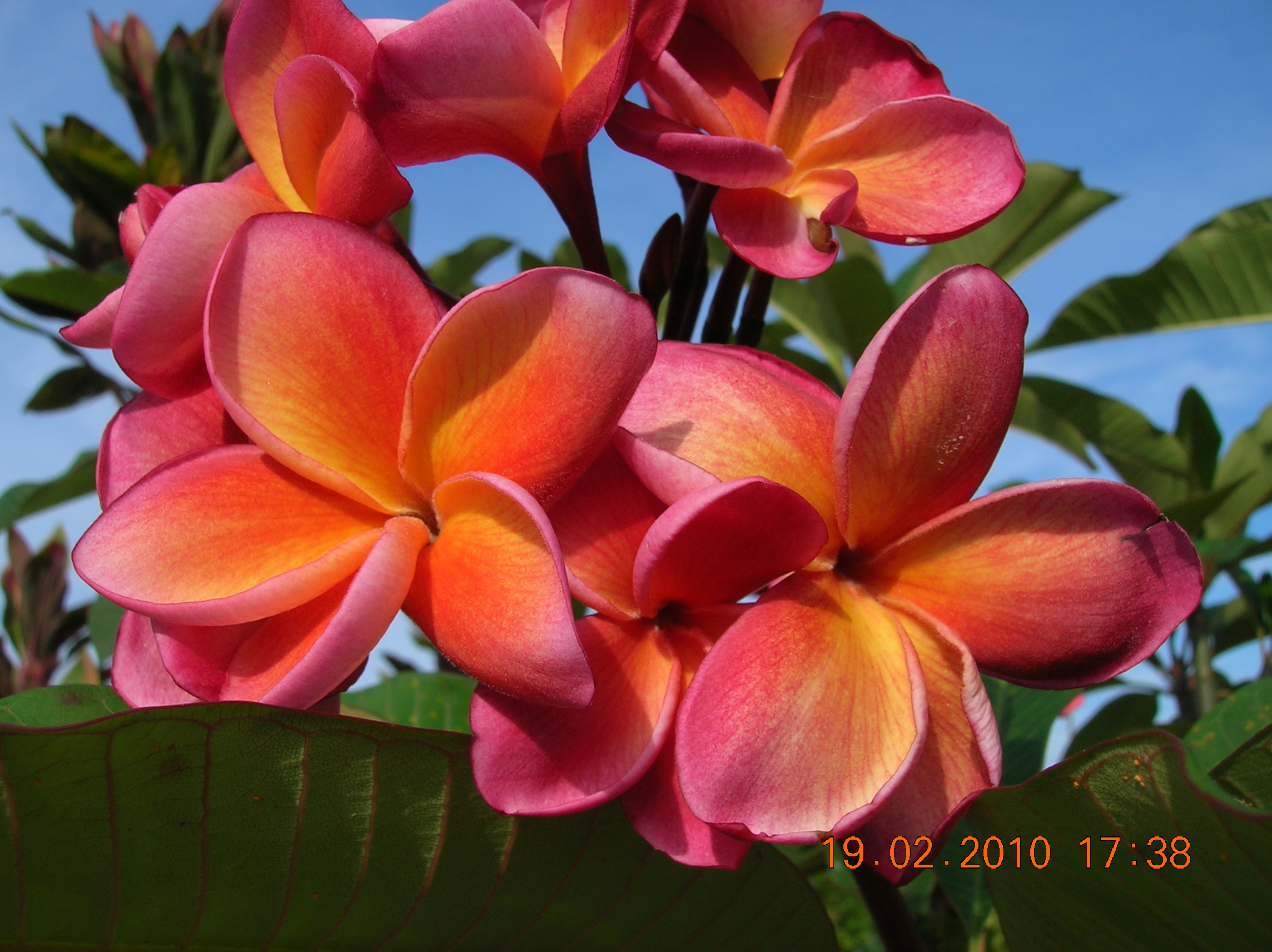
فرانغيباني في ماليزيا.
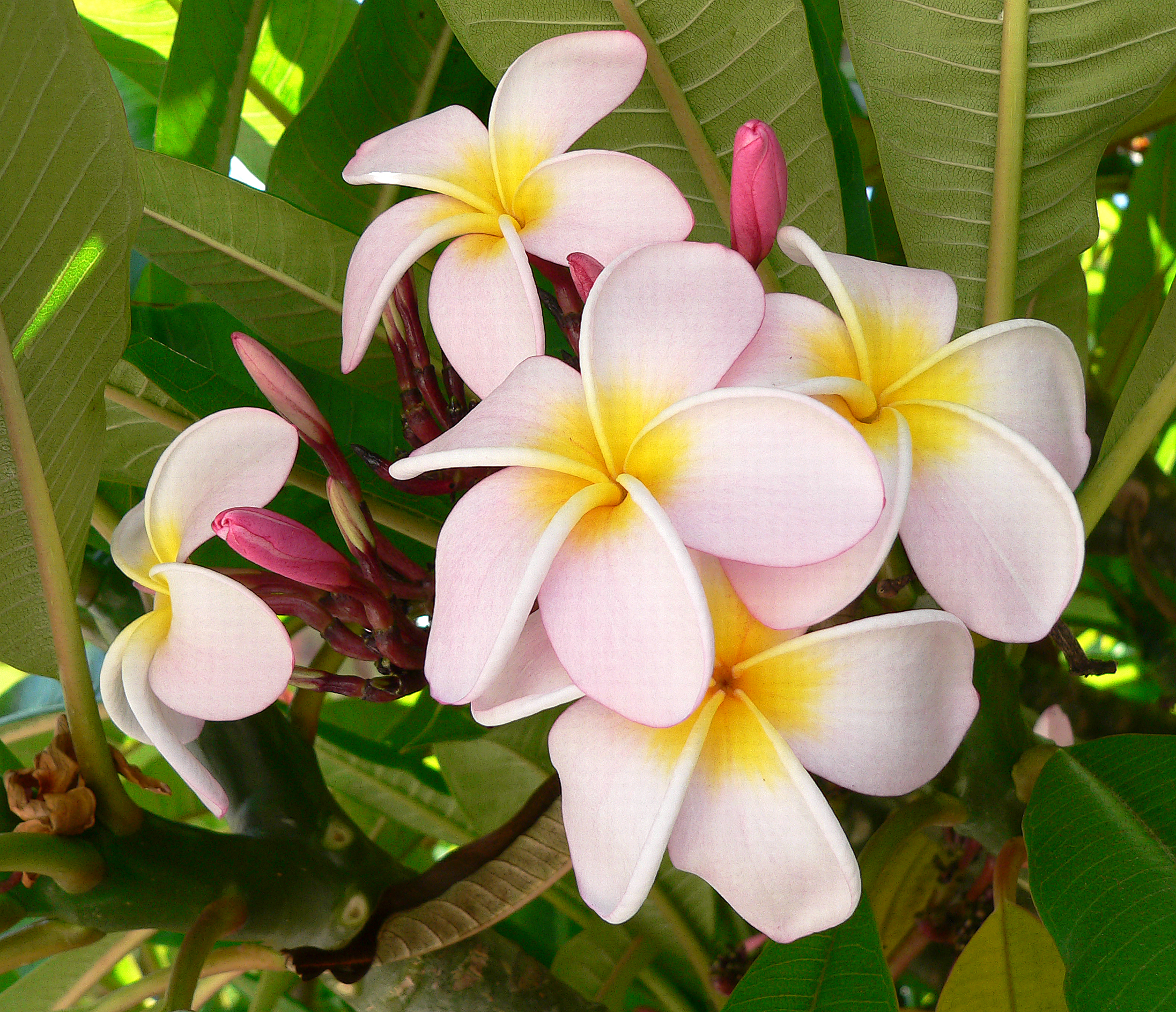
بلوميريا في حدائق الحدائق النباتية في ليل، ليل، فرنسا.
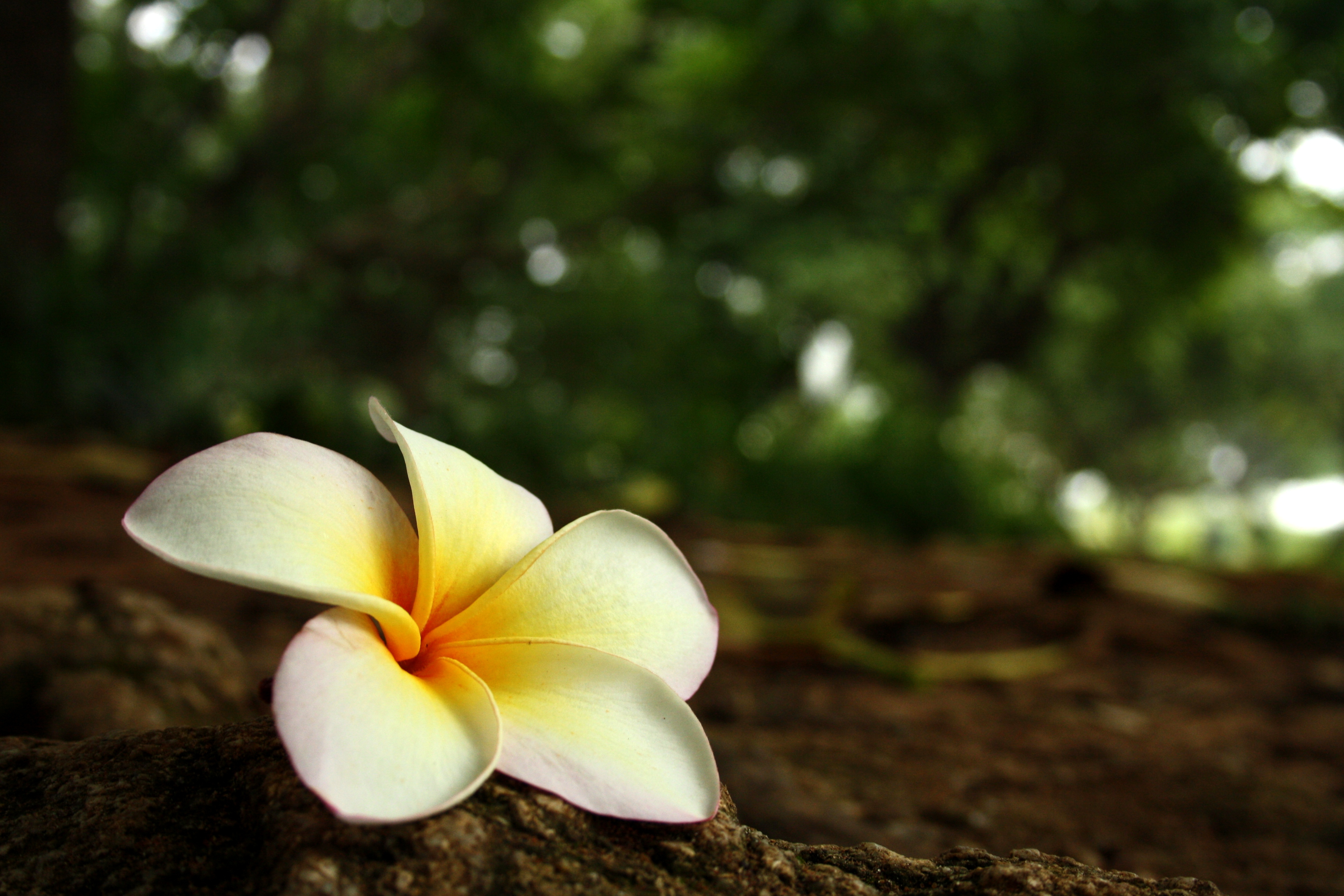
بلوميريا وجدت في بنغالور، الهند
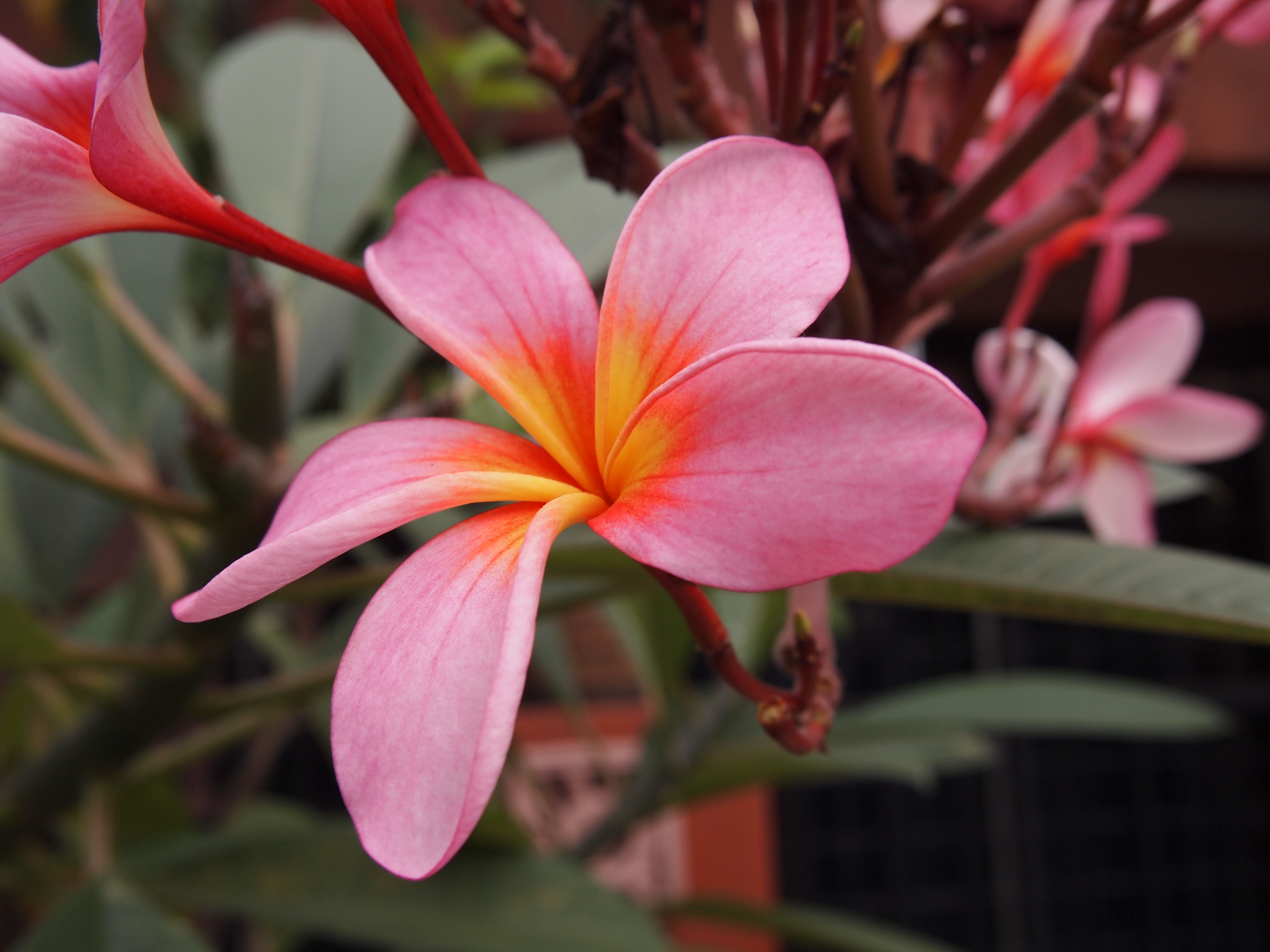
فرانغيباني زهري اللون
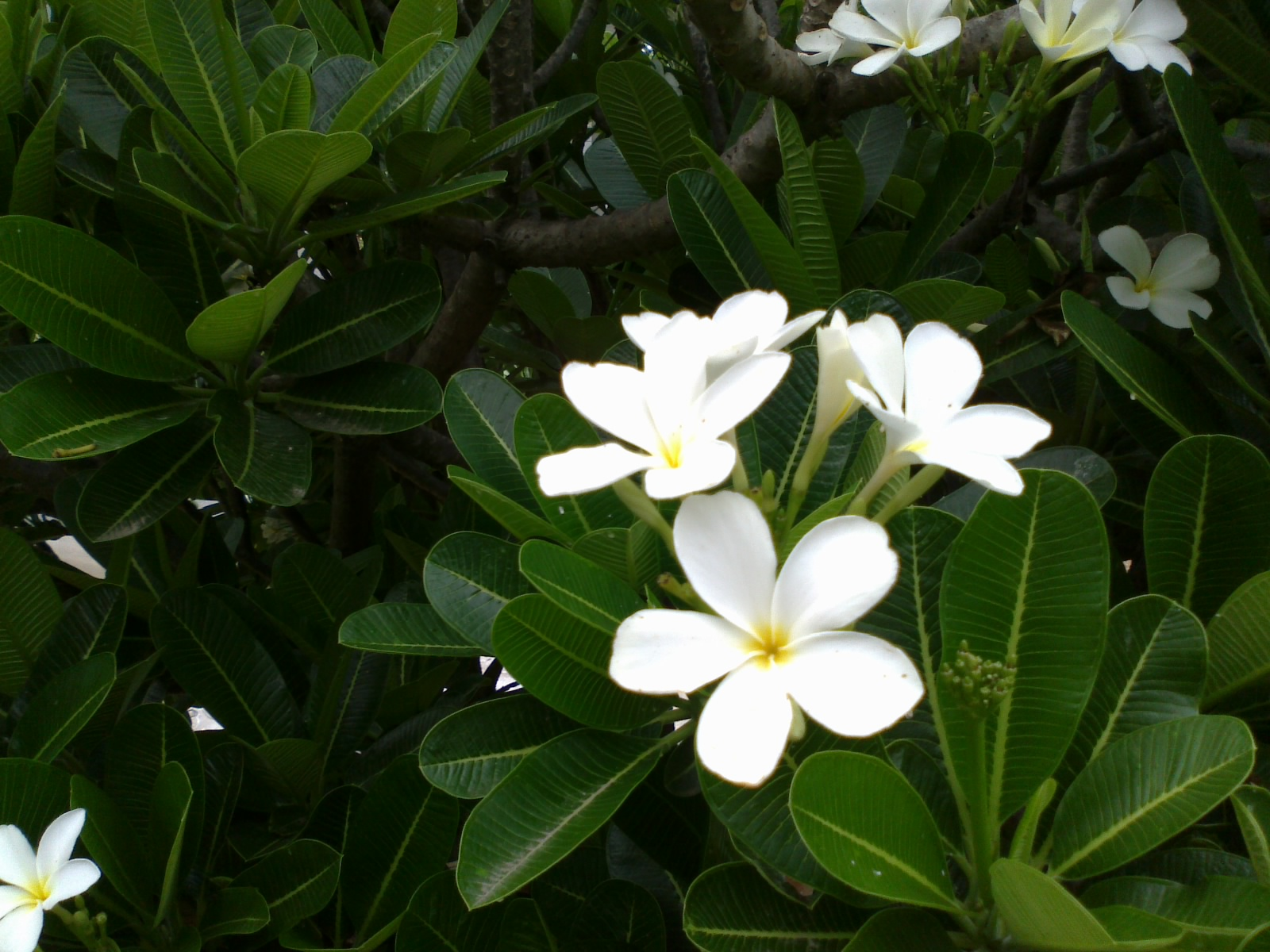
بلوميريا بيضاء، وجدت في أندرا برديش
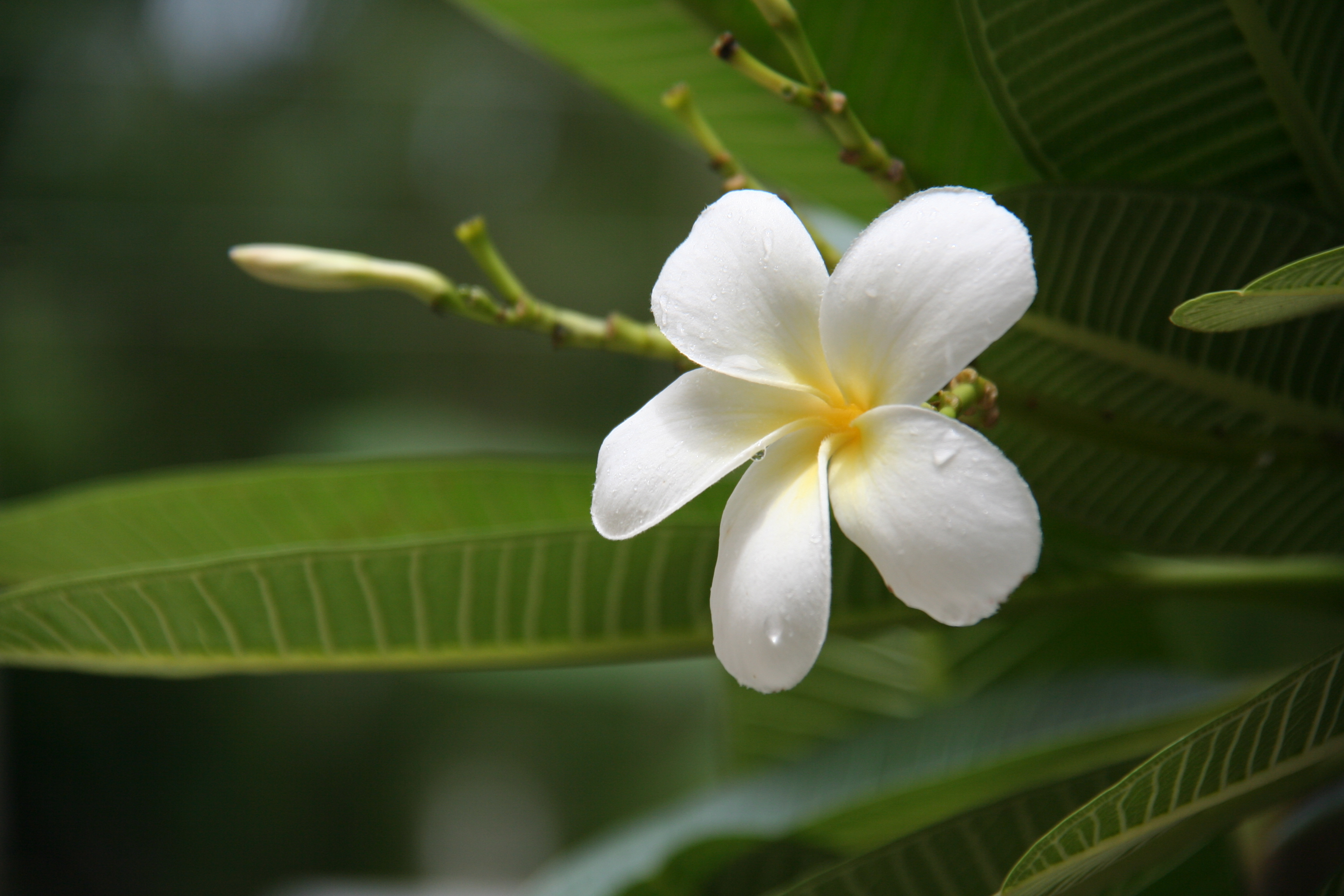
بلوميريا بيضاء، كاليكوت، كيرلا
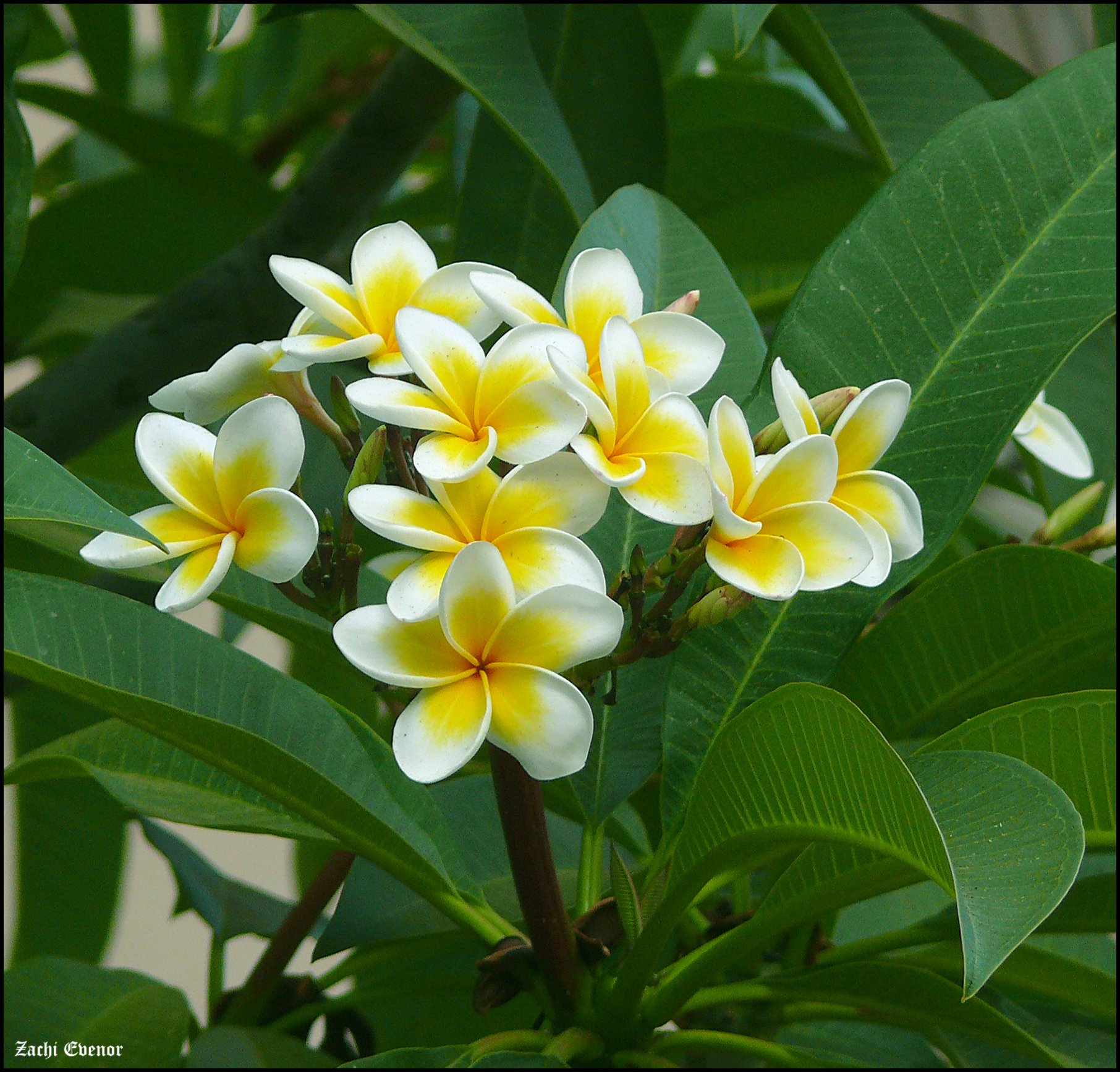
بلوميريا روبرا في إسرائيل
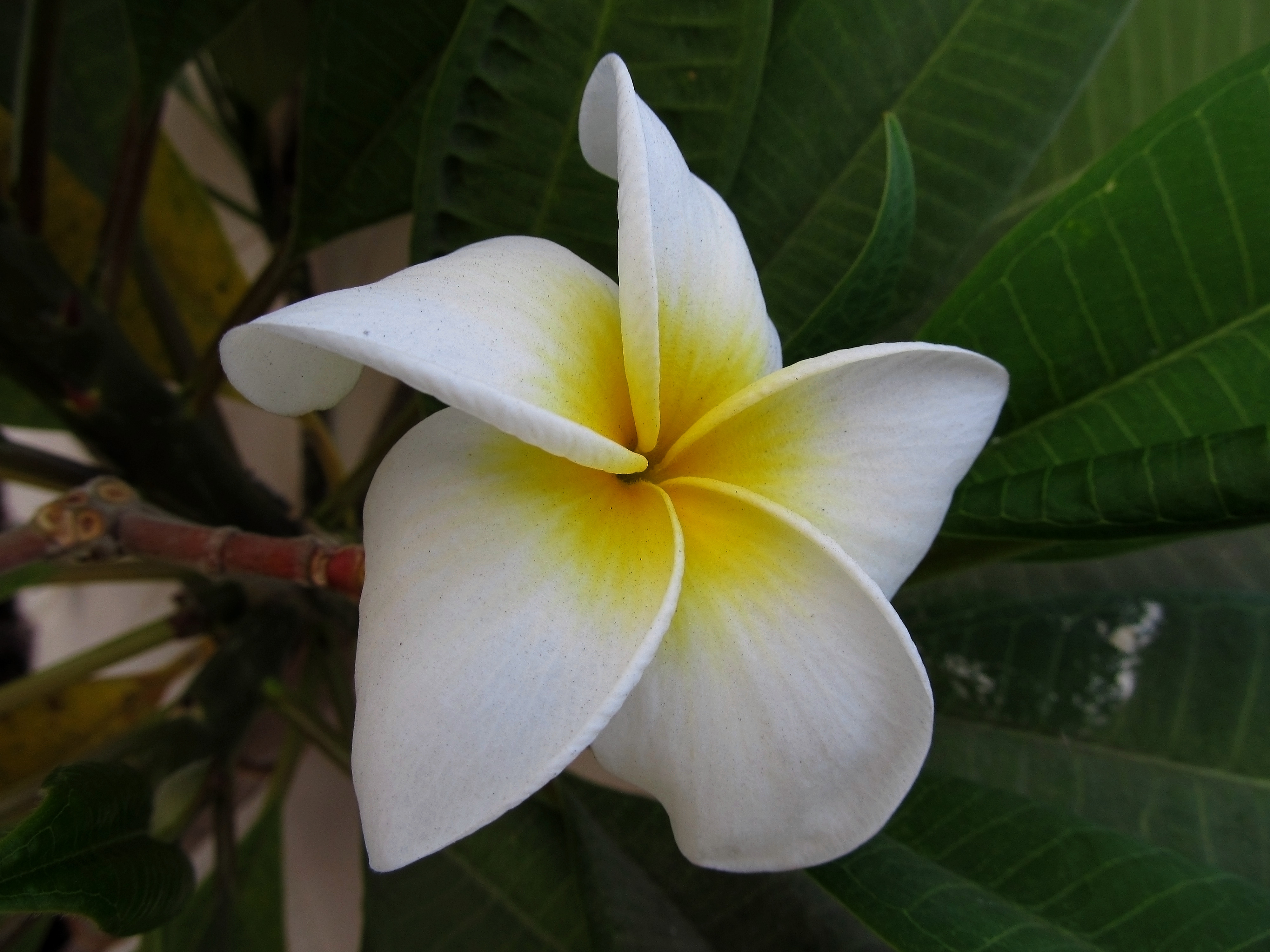
Plumeria (Indian Champa) في سورت، الهند